# Чуканов, Борис Васильевич
Борис Васильевич Чуканов — советский хозяйственный, государственный и политический деятель, Герой Социалистического Труда.

## Биография
Родился в 1933 году в Москве. Член КПСС.
С 1951 года — на хозяйственной, общественной и политической работе. В 1951—1993 гг. — ученик мастера, военнослужащий Советской Армии, мастер, старший мастер Московского металлургического завода «Серп и молот» Министерства чёрной металлургии СССР, глава Совета трудового коллектива ММЗ «Серп и Молот».
Указом Президиума Верховного Совета СССР от 18 октября 1983 года выдающиеся производственные достижения, активную работу по внедрению новой техники и передового опыта, успешное выполнение социалистических обязательств по выпуску высококачественной металлопродукции присвоено звание Героя Социалистического Труда с вручением ордена Ленина и золотой медали «Серп и Молот».
Делегат XXVII съезда КПСС.
Живёт в Москве.